# Nicolae Constantin
Nicolae Constantin (Filipeștii de Târg, 9 dicembre 1973) è un allenatore di calcio ed ex calciatore rumeno, di ruolo difensore, vice allenatore  del PAOK.

## Carriera
Ha giocato un totale di 190 partite nella massima serie rumena, realizzandovi anche 16 reti. A livello europeo, ha giocato 16 partite in Coppa UEFA, realizzandovi una rete.

## Palmarès

### Giocatore

#### Competizioni nazionali
- Campionato rumeno: 1

Rapid Bucarest: 2002-2003
- Coppa di Romania: 3

Rapid Bucarest: 2001-2002, 2005-2006, 2006-2007

### Allenatore

#### Competizioni nazionali
- Liga II: 1

Petrolul Ploiesti: 2021-2022